# 954
Cette page concerne l'année 954  du calendrier julien.
L'année 954 est une année commune qui commence un dimanche.

## Événements
- 6 février[1] : le comte palatin Arnulf II de Bavière menace le château de Mandichinda, où s'est fortifié l'évêque d'Ulrich d'Augsbourg, partisan d'Otton, pour le contraindre à rejoindre le parti de Ludolphe de Souabe. Les comtes Dietpold de Dillingen et Adalbert de Marchtal interviennent et battent Arnulf, au prix de la vie d'Adalbert[2].
- Février-mars : 
  - Otton Ier marche contre son fils Ludolphe de Souabe. Les deux armées se rencontrent sur l'Iller ; l'intervention des évêques Ulrich d'Augsbourg et Hartpert de Coire évite la bataille. Une trêve est signée jusqu'au 15 juin[2].
  - Les Hongrois interviennent en Bavière[3] à l’appel des rivaux du roi Otton Ier, parmi lesquels son gendre Conrad le Roux, duc de Lotharingie, Arnulf de Ratisbonne et le fils d’Otton, Ludolphe de Souabe. Les conjurés tournent casaque et dévient l’armée hongroise sur la Lotharingie, puis la Champagne, la Bourgogne et la Lombardie[2].
- 28 mars :  le comte de Vintimille cède le fief de Seborga aux abbés de Lérins[4].
- 6 avril : les Hongrois se présentent devant Cambrai[5]. Il incendient le monastère Saint-Géry.
- Printemps : les Hongrois entrent en Francie occidentale. Ils traversent le Vermandois, le Laonnais, le Raincien, le Châlonnais, puis gagnent la Bourgogne avant de rentrer par l’Italie[6]. Le roi Conrad de Bourgogne les aurait mis aux prises avec les Sarrasins des Alpes, puis les aurait massacrés et vendus les survivants comme esclaves à Arles[7].
- 16 juin : Otton Ier convoque une diète à Langenzenn (Zenn), près de Nuremberg[8]. Conrad le Roux et l'archevêque Frédéric de Mayence se soumettent mais le fils du roi Ludolphe de Souabe s'enfuit à Ratisbonne en Bavière où il est poursuivi et assiégé pendant six semaines par son père[9].
- 22 juillet : le comte palatin Arnulf II de Bavière est tué devant Ratisbonne lors d'une sortie contre les assiégeant conduits par le margrave de Saxe Gero[10]. Après sa mort, Ludolphe de Souabe rencontre Otton et une trêve est décidée jusqu'à la tenue d'une assemblée prévue à Fritzlar. Otton repart en Saxe pendant que son frère Henri pacifie la Bavière ; le margrave de Saxe Gero et Conrad le Roux passent l'Elbe pour une expédition victorieuse contre les Slaves[2].
- 28 août : mort de l'émir samanide de Boukhara Nuh Ier. Son fils Abd al-Malik ben Nuh lui succède (fin de règne en 961)[11].
- 10 septembre : début du règne de Lothaire, roi de Francie occidentale (fin en 986). Il succède à son père Louis IV mort accidentellement d'une chute de cheval[6].
- Automne : Ludolphe de Souabe implore son pardon au roi Otton qui chasse à Suveldun, près de Weimar[2].
- 12 novembre : sacre de Lothaire à Reims à l'âge de 13 ans. Hugues le Grand lui a laissé la couronne recevant en contrepartie la Bourgogne et l'Aquitaine[6]. Lothaire est placé sous la tutelle de Brunon, archevêque de Cologne.
- 17 décembre : diète d'Arnstadt[12]. Guillaume, fils d'Otton, est nommé archevêque de Mayence ; Ludolphe est déchu de son duché de Souabe et remplacé par Bouchard III de Souabe[2].

- Début du règne d'Indulf, roi d'Écosse, successeur de Malcolm Ier. Il prend Édimbourg aux Angles de Northumbrie[13].
- Le Danois Érik Bloodaxe est tué à la bataille de Stainmore, à la frontière entre le Northumberland et la Cumbria. C'est la fin du royaume viking d'York[14].
- Maïeul devient abbé de Cluny à la mort d'Aymard (fin en 994)[15]. Il a une grande influence sur son époque, en particulier par son rôle auprès d’Otton le Grand.
- Nicéphore Phocas remplace son père Bardas Phokas à la tête des armées byzantines[16].